# Świniec, Tỉnh West Pomeranian Voivodeship
Winiec [ˈɕfiɲet͡s] (tiếng Đức: Schwenz)  là một ngôi làng thuộc khu hành chính của Gmina Kamień Pomorski, thuộc quận Kamień, West Pomeranian Voivodeship, ở phía tây bắc Ba Lan. Nó nằm khoảng 7 kilômét (4 mi) phía đông Kamień Pomorski và 67 km (42 mi) phía bắc thủ đô khu vực Szczecin.
Làng có dân số 110 người.